# ون کمپ، شهرستان وتزل، ویرجینیای غربی
ون کمپ، شهرستان وتزل، ویرجینیای غربی (به انگلیسی: Van Camp, Wetzel County, West Virginia) یک منطقهٔ مسکونی در ایالات متحده آمریکا است که در شهرستان وتزل، ویرجینیای غربی واقع شده‌است.

## خصوصیات
ون کمپ ۲۳۵٫۹۲ متر بالاتر از سطح دریا واقع شده‌است.